# Зейкан Юлія Петрівна
Юлія Петрівна Зейкан (13 жовтня 1943 — 30 квітня 2012) — письменниця, журналістка, борець за свободу, дослідниця історії Закарпаття.

## Біографія та творчість
Народилася 1943 року у селі Білки Іршавського району Закарпатської області в багатодітній сім'ї. Була шостою дитиною.
Навчалася в Білківській середній школі.
Вже в перший спробах написання новел проявився талант юної письменниці.
Перша новела «Доброго ранку, люди!» була опублікувана 1965 року на сторінках «Закарпатської правди», коли Юлія Петрівна була студенткою університету.
Перша збірка оповідань була видана у 1981 році під назвою «Синє полум'я ранку», в якій відчувається прагнення Юлії Зейкан знайти свою словесну, стилеву фактуру. На цьому діяльність як письменниці не закінчилася. Протягом життя вона написала такі прозові твори як «Голубий вересень», «Земні дива у царстві танцю», «Красне поле», збірку поетичних мініатюр «Соло невідправлених листів» та ін. Свої твори видавала під псевдонімом Юліана Камська.
Після закінчення філологічного факультету Ужгородського національного університету вчителювала, працювала в Хустській районній газеті «Ленінська правда», в Закарпатському обласному університеті удосконалення вчителів, з 1972 року в редакції обласної газети «Закарпатська правда».
Відома не лише, як письменниця, але як і журналістка. Вона працювала редакторкою ромського дитячого журналу «Кгаморо» («Сонечко»). Це публіцистично-інформаційний журнал для дітей молодшого шкільного віку. Журнал друкувався до 2002 року.
Юлія Зейкан була засновницею і головною редакторкою незалежного часопису «Краянка», який виходив 2 рази на рік. Перше видання — 1995 рік. Ідея видання зародилася із намірів продовжити добру справу журналів «Жінка», «Нова хата», інших, які з приходом на землі Західної України радянської влади припинили своє існування. Цей часопис був щирим, відвертим, розкутим. Єднав жінок в Україні та розкиданих по світах. Був для них порадником, другом, а вони — дописувачами до нього. Цей журнал підтримувало Жіноче Товариство ім. Олени Теліги (Брадфорд, Англія). На сторінках цього журналу — твори молодих закарпатських письменниць. Розміщено і оповідання про дитинство засновниці (Маленька повість у листах «Каторжани» Юліани і Сашка Камських).
Юлія Зейкан була не лише письменницею, журналісткою, а й і вправним борцем за свободу, дослідницею справжньої історії рідного Закарпаття, зокрема періоду Карпатської України. Співпрацюючи із представниками карпатсько-української інтелігенції, що вирвалася на захід у 1939 році, вона впорядкувала книгу «Красне поле». Ця книга подарована закарпатському читачеві у 60-ліття Карпатської України (1999 рік, видавництво «Патент»).
Вихід цієї збірки став подією в суспільно-політичному житті, де описано історію визвольної боротьби карпатських українців у 1919-39 роках. Це голос нащадків тих, хто зі зброєю в руках відстоював у нелегкі часи Карпатської України. Ця книга спонукає читача вивчати нашу історію, критично оцінювати окремі події, робити з них правильні висновки, щоб не повторювати помилок.
Юлія завідувала відділом культури, науки і учбових закладів. Друкувалася в обласній та республіканській пресі, в журналі «Жовтень», у збірниках творчості молодих «Молодий день», «Ранковий клич» («Карпати»).
На 70-річчя відомої журналістки ужгородське видавництво «Мистецька лінія» видала книжку її оповідань і повістей «На дощ і блискавку». Збірку було підготовлено ще у 1984 році, але побачила світ вона лише в 2013 році — після смерті авторки.